# Work Bitch
A "Work Bitch" (eredeti írás: Work B**ch!) Britney Spears amerikai énekesnő első kislemeze nyolcadik stúdióalbumáról, a "Britney Jean"-ről.
2013 szeptember 15-én jelent meg az RCA Records által. A dalt maga Britney, will.i.am, Otto "Knows" Jettman, Sebastian Ingrosso, Anthony Preston és Ruth-Anne Cunningham írta.
A dal a 12. helyen debütált a Billboard Hot 100-on, valamint 9 országban jutott be a Top 10-be, például Kanadába, Franciaországba és az Egyesült Királyságba. A számhoz tartozó videóklipet Ben Mor rendezte, Malibuban forgatták le, majd októberben jelent meg. Britney 2013. december 27-én adta elő a számot először a Britney: Piece of Me-n.

## Videóklip
A videóklipet Ben Mor rendezte, aki már korábban dolgozott Britney-vel, ő forgatta a Scream & Shout-hoz tartozó klipet is. A videóklip vegyes kritikákat kapott erotikus jelenetei miatt, például Britney néhány jelenetben dominaként jelenik meg, ostorral a kezében. Nagy-Britanniában este 10 óra előtt nem játszhatták a televíziócsatornák. Mindent egybevetve a videóklip jól teljesített, Britney VEVO-csatornáján már több mint 200 milliószor nézték meg a videót, és a valaha volt egyik legdrágább videóklipnek tartják.

## Élő előadások

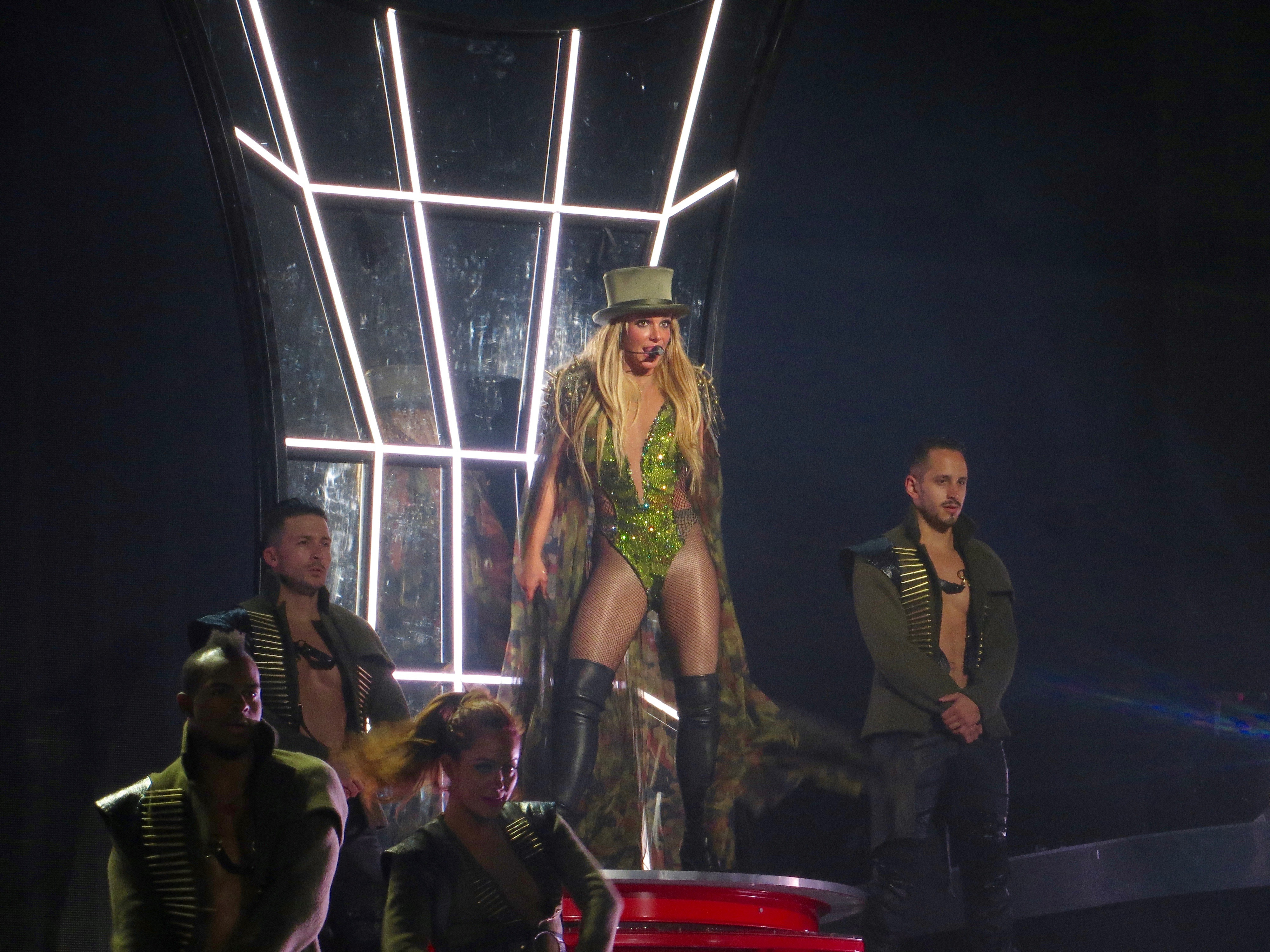
Britney a "Work Bitch" előadása közben, a Piece of Me rezidenskoncertjén.

Britney a dalt először a Britney: Piece of Me showján adta elő 2013. december 27-én. A fellépésen Britney gyémánttal díszített testszínű ruhát viselt, ezt a Toxic klipjében használt ruhához hasonlították. 2016 május 22-én Britney előadta a számot a Billboard Music Awards-on, ezután pedig több alkalommal a Glory promózása alatt.

## A dal utóélete
2013 október 23-án Nicole "Snooki" Polizzi és táncpartnere Sasha Farber előadta  a dalt a Dancing with the Stars  egyik epizódjában. Egy héttel később Polizzi and Farber szintén előadta  a számot Ellen DeGeneres műsorában. A dal megjelent a South Park 17. évad egyik epizódjábna. A "Work Bitch" megjelent a New Girl-ben is. A számot Céline Dion rappelve elénekelte Ellen műsorában 2016 szeptemberében.

## Slágerlistás helyezések
| Slágerlista (2013)                            | Legmagasabb helyezés |
| --------------------------------------------- | -------------------- |
| Ausztrália (ARIA)                             | 22                   |
| Ausztria (Ö3 Austria Top 40)                  | 37                   |
| Belgium (Ultratop 50 Flanders)                | 14                   |
| Belgium (Ultratop 50 Wallonia)                | 11                   |
| Kanada (Canadian Hot 100)                     | 5                    |
| Csehország (Rádio Top 100)                    | 17                   |
| Dánia (Tracklisten Top 40)                    | 17                   |
| Finland (The Official Finnish Download Chart) | 9                    |
| Franciaország (Single Top 100)                | 6                    |
| Németország (Media Control Charts)            | 36                   |
| Greece Digital Songs (Billboard)              | 3                    |
| Magyarország (Dance Top 40)                   | 12                   |
| Magyarország (Single Top 40)                  | 12                   |
| Írország (IRMA)                               | 13                   |
| Olaszország (FIMI)                            | 6                    |
| Japan (Billboard Japan Hot 100)               | 26                   |
| Lebanon (Lebanese Top 20)                     | 9                    |
| Mexico Ingles Airplay (Billboard)             | 3                    |
| Mexican Anglo Chart (Monitor Latino)          | 5                    |
| Hollandia (Single Top 100)                    | 45                   |
| Új-Zéland (Recorded Music NZ)                 | 28                   |
| Lengyelország (Dance Top 50)                  | 34                   |
| Skócia (Scottish Singles Top 40)              | 7                    |
| Szlovákia (Rádio Top 100)                     | 26                   |
| South Korea (International Chart) (GAON)      | 3                    |
| Spanyolország (PROMUSICAE)                    | 8                    |
| Svédország (Sverigetopplistan)                | 30                   |
| Svájc (Schweizer Hitparade)                   | 25                   |
| Turkey (Turkish Singles Chart)                | 6                    |
| Egyesült Királyság (UK Singles Chart)         | 7                    |
| Ukraine (FDR Dance Singles)                   | 1                    |
| US Billboard Hot 100                          | 12                   |
| US Hot Dance/Electronic Songs (Billboard)     | 4                    |
| US Hot Dance Club Songs (Billboard)           | 2                    |
| US Mainstream Top 40 (Billboard)              | 14                   |
| US Rhythmic (Billboard)                       | 30                   |
| Venezuela Pop Rock General (Record Report)    | 2                    |

| Chart (2013)                                    | Position |
| ----------------------------------------------- | -------- |
| Belgium (Ultratop 50 Wallonia)                  | 94       |
| Belgium Dance (Ultratop 50 Wallonia)            | 34       |
| Canada (Canadian Hot 100)                       | 89       |
| France (SNEP)                                   | 86       |
| Hungary (Dance Top 40)                          | 75       |
| US Dance/Electronic Songs (Billboard)           | 17       |
| US Dance/Electronic Digital Songs (Billboard)   | 18       |
| US Dance/Electronic Streaming Songs (Billboard) | 21       |

## Minősítések
| Ország                     | Minősítés | Eladás     |
| -------------------------- | --------- | ---------- |
| Ausztrália (ARIA)          | Platina   | 70,000     |
| Kanada (Music Canada)      | Platina   | 80,000     |
| Olaszország (FIMI)         | Arany     | 15,000     |
| Mexikó (AMPROFON)          | Arany     | 30,000     |
| Svédország (GLF)           | Platina   | 40,000     |
| Egyesült Államok (RIAA)    |           | 1,000,000  |
| Venezuela                  | Platina   | 10,000     |
| Dánia (IFPI) streameléssel | Arany     | 900,000    |
| Világszerte                |           | 1,800,000+ |